# 小山内鈴奈
小山内 鈴奈（おさない れいな、1996年9月18日 - ）は、フジテレビのアナウンサー、YouTuber、ゲーマー。

## 略歴
生まれてから大学を卒業するまで青森県で育ち、就職を機に上京した。
青森県立弘前南高等学校卒業後、短期大学の栄養学科に入学するが、１年生の10月で中退。２年間の浪人を経て、弘前大学理工学部物質創成化学科に入学。2021年4月、フジテレビジョンにアナウンサーとして入社。同期入社は竹俣紅、小室瑛莉子、山本賢太。9月27日、フジテレビの動画配信サービスFODおよびYouTubeにて、eスポーツ専門番組『いいすぽ!』、『アナマガ』のコラボ・スピンオフ番組『リセットボタンはオサナイで!』の配信を開始した。

## 人物
- 青森育ちで毎年、祖父母のリンゴ農園を手伝っていた[3]。
- 2018年3月（大学1年時）に「内気な性格を治すため、一度しかない人生」と奮い立ち応募した「第34回弘前城ミス桜コンテスト」でミス桜（準グランプリ相当）に選ばれ、「弘前さくらまつり」「弘前ねぷたまつり」などの大型イベントを中心に、1年間弘前市の観光PR活動を行った[7][8]。
- 資格は秘書検定2級・普通自動車免許を所持[2]。
- 地元でよくドライブしていた。
- 趣味は読書・アニメ・ゲーム・手芸[2]。
- 好きなものは、さくらももこの作品、K-POPアイドル、納豆ご飯、あんパン[2]。
- 医薬の開発など医療関係の職業を志望していたが、そもそも理系が得意ではなかった。大学3年生の4月に母からアナウンサーを勧められ、6月に仙台で行われたインターンシップの説明会に参加[9]。そこで見たテレビ局のアナウンサーに憧れ、マスコミを志望した[10]。出身地である青森にはフジテレビの系列局が無いため[注 1][11]、就活時は東京の友人に頼んで、フジテレビの番組を録画してもらい、郵送してくれたDVDで勉強していた[10]。入社面接当時『めざましテレビ』の出演者は永島優美しか知らなかったため、面接官を担当した軽部真一を会社のお偉いさんだと思っていた[12]。軽部に「僕のこと、知っていますか？」「実は僕も出演しているんですよ」と言われ、背筋が凍ったという逸話がある[9]。この話はフジテレビ入社後、小山内と軽部の会話でネタにされる事がある[10]。

## 出演番組
レギュラー出演番組・キャスター名
| 期間                                                               | 期間    | 月曜日                                             | 火曜日                                             | 水曜日                                                     | 木曜日                              | 金曜日                                                  | 土曜日   | 日曜日                      |
| ------------------------------------------------------------------ | ------- | -------------------------------------------------- | -------------------------------------------------- | ---------------------------------------------------------- | ----------------------------------- | ------------------------------------------------------- | -------- | --------------------------- |
| 2021.7                                                             | 2021.9  | Live News イット! フィールドキャスター（週替わり） | Live News イット! フィールドキャスター（週替わり） | （なし）                                                   | （なし）                            | （なし）                                                | （なし） | （なし）                    |
| 2021.10                                                            | 2022.3  | めざましテレビ フィールドキャスター                | めざましテレビ フィールドキャスター                | めざましテレビ フィールドキャスター・『ココ調』リポーター1 | めざましテレビ フィールドキャスター | めざましテレビ フィールドキャスター                     | （なし） | （なし）                    |
| 2022.4                                                             | 2022.6  | めざましテレビ フィールドキャスター                | めざましテレビ フィールドキャスター                | めざましテレビ フィールドキャスター・『ココ調』リポーター1 | めざましテレビ フィールドキャスター | めざましテレビ エンタメキャスター・フィールドキャスター | （なし） | （なし）                    |
| 2022.7                                                             | 2023.3  | めざましテレビ エンタメキャスター2                 | （なし）                                           | （なし）                                                   | （なし）                            | めざましテレビ エンタメキャスター                       | （なし） | （なし）                    |
| 2023.4                                                             | 2023.12 | めざましテレビ エンタメキャスター                  | めざましテレビ エンタメキャスター                  | （なし）                                                   | （なし）                            | Live News イット! フィールドキャスター                  | （なし） | （なし）                    |
| 2024.1                                                             | 2024.3  | めざましテレビ エンタメキャスター                  | めざましテレビ エンタメキャスター                  | （なし）                                                   | （なし）                            | Live News イット! フィールドキャスター                  | （なし） | BSスーパーKEIBA キャスター3 |
| 2024.4                                                             | 2024.9  | めざましテレビ エンタメキャスター                  | めざましテレビ エンタメキャスター                  | （なし）                                                   | （なし）                            | Live Newsイット! お天気キャスター&フィールドキャスター  | （なし） | BSスーパーKEIBA キャスター3 |
| 2024.10                                                            | 現在    | Live News イット! 情報キャスター                   | Live News イット! 情報キャスター                   | （なし）                                                   | めざましテレビ エンタメキャスター   | （なし）                                                | （なし） | BSスーパーKEIBA キャスター3 |
| 備考 - 1德田聡一朗と交代で担当 - 2永尾亜子の後任 - 3小澤陽子の後任 |         |                                                    |                                                    |                                                            |                                     |                                                         |          |                             |

### その他
- ネプリーグ（2021年6月21日）
- めざましテレビ
  - （2021年8月27日） - お天気コーナーの一部に出演
  - エンタメリポーター
- 芸能人が本気で考えた!ドッキリGP（2021年8月21日）
- バイキングMORE（2021年8月27日）
- FNSラフ&ミュージック〜歌と笑いの祭典〜 -  同期の竹俣・小室と共に総合司会（2021年8月28日・8月29日）
- ナイト・ドクター、第10話（2021年9月6日）「NEWS FIT」の天気キャスター役
- FNNニュース（2022年1月2日朝、2023年1月3日夜、2024年1月2日夕方・夜）
- いいすぽ!（ナレーション）（2021年10月 - 2022年3月）
- めざましどようび
  - （2022年5月14日・7月2日） - フィールドキャスター
  - エンタメリポーター

### YouTube
- リセットボタンはオサナイで!（2021年9月27日 -  2022年8月31日）